# Tizianrot

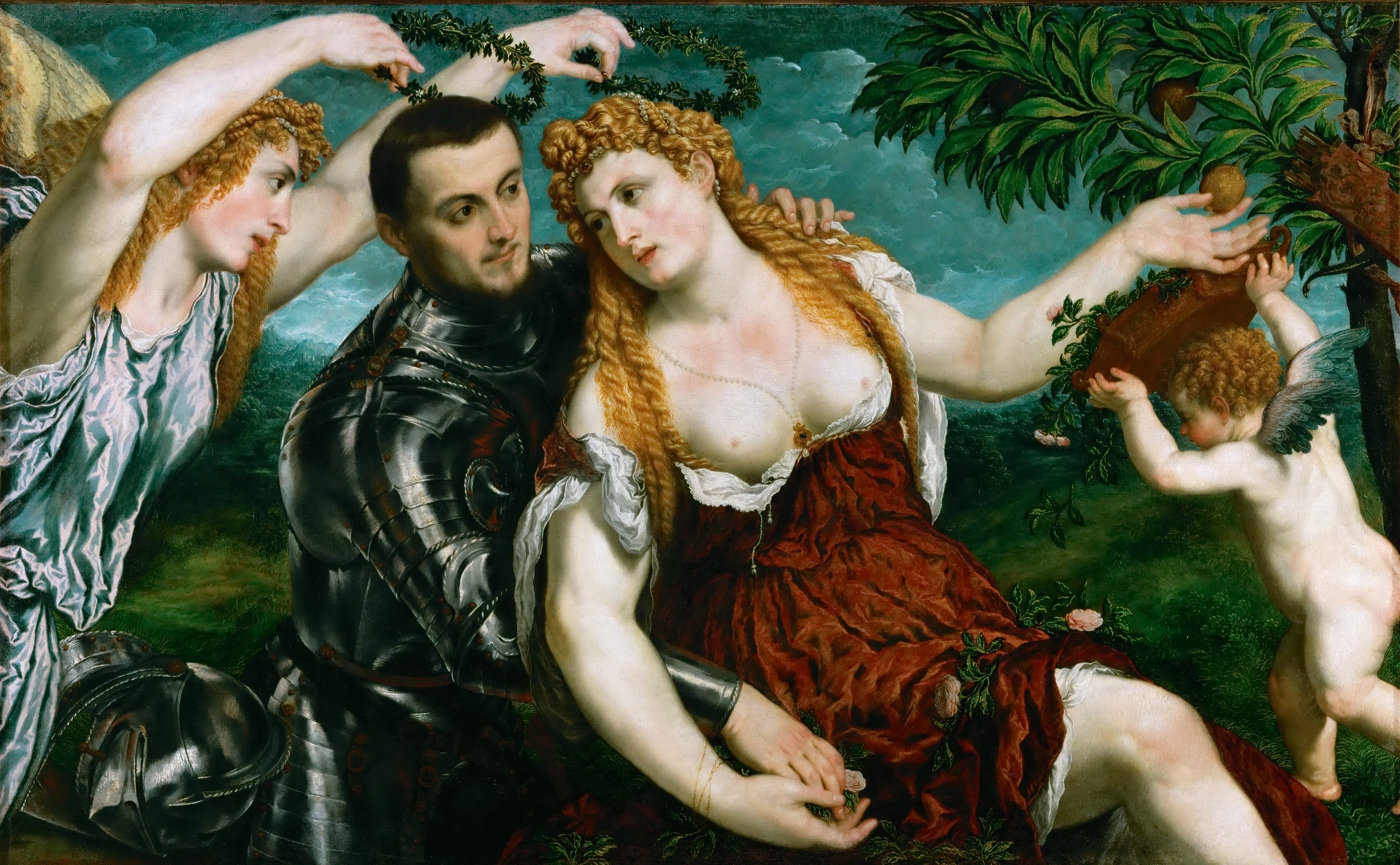
Venus, Mars und Cupido, 1560, Paris Bordone, Kunsthistorisches Museum in Wien

Tizianrot (auch: tizianblond) ist ein nach dem italienischen Maler Tizian benannter goldroter Farbton, den dieser gerne für die Darstellung der weiblichen Haare einsetzte. Die Farbe symbolisiert Leidenschaft und wurde durch das gefärbte Haar der Kurtisanen Venedigs, die Tizian Modell standen, inspiriert.

## Ursprung der Farbe
Statt wie damals üblich nur mit Ei wurde das Pigment mit Öl und Ei oder nur mit Öl gebunden, eine Art der Farbpräparation, die auf den flämischen Maler Jan van Eyck zurückgeht.

## Heutige Einsatzbereiche
Außer in der Malerei wird heute Tizianrot besonders als Haarfarbe (Schoenenberger Sanotint) und als Autolack verwendet (Audi, BMW, Opel, Volkswagen u. a.).